# Бару (Хунедоара)
Бару (рум. Baru) насеље је у Румунији у округу Хунедоара у општини Бару. Oпштина се налази на надморској висини од 474 m.

## Становништво
Према подацима из 2011. године у насељу је живело 1333 становника.